# Поліфонічні варіації
Поліфонічні варіації — варіації, що будуються на використанні різних прийомів і форм поліфонії.
Поліфонічні варіації можуть містити різні засоби, які характерні для багатоголосної музики, зокрема, контрапункт (поєднання декількох мелодій), музичну імітацію (повторення в будь-якому голосі мелодії, яка до цього звучала в іншому голосі), поліфонізацію акордової вертикалі та інші.
Поліфонічні варіації поділяються на злиті остинатні та незлиті неостинатні. Перші побудовано на базі незмінної одноголосої мелодії, яка триває недовго. В других розгортається одно- або багатоголосна тема, яка може змінюватись та доповнюватись за допомогою поліфонічних засобів.
До поліфонічних варіацій відносять мотет, бассо остінато (в тому числі пасакалія), чакона, фугета, кводлібет та інші.
У вокальній музиці поліфонічні варіації є прикладом складних форм (наприклад, арія Дідони з опери Г. Перселла «Дідона й Еней»). Пізніше у вокальних творах стали надавати перевагу гомофонним варіаціям. У сучасній музиці поліфонічні варіації застосовували Б. Барток, В. Лютославський, М. Регер, І. Стравінський, В. Торміс, П. Гіндеміт, Д. Шостакович та інші.